# Vierge à l'Enfant de Cavan
La Vierge à l'Enfant de l'église Saint-Chéron à Cavan, une commune du département des Côtes-d'Armor dans la région Bretagne en France, est une sculpture créée vers 1600. La Vierge à l'Enfant en bois polychrome est inscrite monument historique au titre d'objet le 24 novembre 1981. 